# (4326) McNally
(4326) McNally es un asteroide que forma parte del cinturón de asteroides y fue descubierto por Edward L. G. Bowell desde la Estación Anderson Mesa, en Flagstaff, Estados Unidos, el 28 de abril de 1982.

## Designación y nombre
McNally fue designado inicialmente como 1982 HS1.
Más adelante, en 1990, se nombró en honor del astrónomo británico Derek McNally.

## Características orbitales
McNally orbita a una distancia media de 3,065 ua del Sol, pudiendo acercarse hasta 2,41 ua y alejarse hasta 3,72 ua. Tiene una inclinación orbital de 4,286 grados y una excentricidad de 0,2136. Emplea en completar una órbita alrededor del Sol 1960 días.

## Características físicas
La magnitud absoluta de McNally es 12,6.